# Carenang (Carenang)
Carenang is een bestuurslaag in het regentschap Serang van de provincie Banten, Indonesië. Carenang telt 2363 inwoners (volkstelling 2010).